# Hans Heinz Theyer
Hans Heinz Theyer (né le 5 août 1910 à Vienne, mort le 18 octobre 1961 dans la même ville) est un directeur de la photographie autrichien.

## Biographie
Il est le fils de Hans Theyer (de), lui-même directeur de la photographie. Il étudie à la Höhere Graphische Bundes-Lehr- und Versuchsanstalt (de). De 1926 à 1937, il est l'assistant de Willi Forst. De 1939 jusqu'à la fin de la Seconde Guerre mondiale, il est photographe correspondant de guerre pour la Luftwaffe. Il est prisonnier des Soviétiques et libéré en 1948. À partir de 1949, il est directeur de la photographie pour de nombreux longs métrages de Franz Antel.

## Filmographie
- 1936: Blumen aus Nizza d'Augusto Genina
- 1939 : Nastradin Hodzha i Hitar Petar
- 1940 : Blonde Frau übern kurzen Weg
- 1949 : Kleiner Schwindel am Wolfgangsee de Franz Antel
- 1949 : Eins, zwei, drei = aus!
- 1949 : Großstadtnacht
- 1950 : Où l'optimisme est roi (Auf der Alm, da gibt's koa Sünd) de Franz Antel
- 1951 : Mariage dans le foin
- 1951 : Le Vieux Pécheur de Franz Antel
- 1951 : Der Fünfminutenvater
- 1951 : Ève hérite du paradis (Eva erbt das Paradies) de Franz Antel
- 1952 : Hallo Dienstmann de Franz Antel
- 1952 : Ideale Frau gesucht
- 1952 : Der Obersteiger de Franz Antel
- 1953 : Une valse pour l'empereur (Kaiserwalzer) de Franz Antel
- 1953 : Ein tolles Früchtchen (de)
- 1954 : Les Fruits les plus doux (de)
- 1954 : Rosen aus dem Süden
- 1954 : L'Été et les amours
- 1955 : Ainsi va l'amour (Ja, so ist das mit der Liebe) de Franz Antel
- 1955 : Spionage (de)
- 1955 : Pays de mes amours (Heimatland) de Franz Antel
- 1956 : Symphonie en or (Symphonie in Gold) de Franz Antel
- 1956 : Liebe, Schnee und Sonnenschein
- 1956 : La Fortune sourit aux vagabonds de Franz Antel
- 1956 : Le Bal de l'empereur (Kaiserball) de Franz Antel
- 1956 : Nichts als Ärger mit der Liebe (de)
- 1956 : Mariés pour rire de Franz Antel
- 1957 : Les Envoyées du paradis (Vier Mädels aus der Wachau) de Franz Antel
- 1957 : Le bonheur est dans la rue (Das Glück liegt auf der Straße) de Franz Antel
- 1957 : Le Chant du bonheur de Franz Antel
- 1958 : Les Enfants du cirque (Solang' die Sterne glüh'n) de Franz Antel
- 1958 : Ooh … diese Ferien (de)
- 1958 : Liebe, Mädchen und Soldaten (de)
- 1959 : Traumrevue (de)
- 1959 : Wenn die Glocken hell erklingen (de) d'Eduard von Borsody
- 1959 : Le Trésor des SS de Franz Antel
- 1961 : … und du mein Schatz bleibst hier de Franz Antel
- 1962 : Unter Wasser küßt man nicht (de)